# Pallavolo Reggio Emilia 2001-2002
Questa voce raccoglie le informazioni riguardanti la Pallavolo Reggio Emilia nelle competizioni ufficiali della stagione 2001-2002.

## Organigramma societario
Area direttiva
- Presidente: Silvano Ferraroni

Area tecnica
- Allenatore: Ricardo Maldonado
- Allenatore in seconda: Davide Baraldi

Area sanitaria
- Medico: Giambattista Camurri, William Giglioli
- Fisioterapista: Adriano Casali, Vasco De Pietri

## Rosa
| N° | Nome                 | Ruolo | Data di nascita   | Nazionalità sportiva |
| -- | -------------------- | ----- | ----------------- | -------------------- |
| 1  | Maria Pia Romanò     | C     | 13 febbraio 1976  | Italia               |
| 2  | Ingrid Šišković      | O     | 6 giugno 1980     | Croazia              |
| 2  | Lenni Menchinelli    | L     | 7 agosto 1976     | Italia               |
| 3  | Simona Gioli         | C     | 17 settembre 1977 | Italia               |
| 4  | Francesca Giogoli    | P     | 20 marzo 1983     | Italia               |
| 6  | Ana Paula de Tassis  | S     | 5 gennaio 1965    | Italia               |
| 7  | Celina Crusoe        | P     | 22 settembre 1974 | Argentina            |
| 8  | Emma Zanolla         | S     | 21 gennaio 1982   | Italia               |
| 10 | Vania Beccaria       | S     | 24 luglio 1973    | Italia               |
| 11 | Julieta Borghi       | S     | 6 maggio 1982     | Argentina            |
| 12 | Jelena Nikolić       | S     | 13 aprile 1982    | Serbia e Montenegro  |
| 14 | Andrea Monteiro      | P     | 13 luglio 1973    | Brasile              |
| 15 | Stefania Paccagnella | C     | 3 agosto 1973     | Italia               |